# Low Ki
Brandon Silvetry (n. 6 septembrie 1979, New York City, New York, SUA) este un wrestler profesionist american de origine italiană și portoricană, mai cunoscut sub numele său de ring Low Ki. Este cunoscut pentru timpul petrecut cu Impact Wrestling, Ring of Honor și Major League Wrestling ca Low Ki și Senshi și cu WWE ca și Kaval.